# Sisyra palmata
Sisyra palmata är en insektsart som beskrevs av Tim R. New 1984. Sisyra palmata ingår i släktet Sisyra och familjen svampdjurssländor. Inga underarter finns listade i Catalogue of Life.